# Aviced Fútbol Club
El Aviced Fútbol Club, o simplemente Aviced, es un club deportivo ecuatoriano, originario de la ciudad de Cuenca, provincia de Azuay. Fue fundado el 16 de agosto de 2019 y actualmente compite en la Segunda Categoría de Ecuador. Está afiliado a la Asociación de Fútbol Profesional del Azuay.

## Historia
Los inicios de la vida institucional del club datan de 1975, en el sur de la ciudad de Cuenca, jugando principalmente en los torneos barriales de la localidad que se organizaban anualmente bajo el nombre de Club Simón Bolívar y liderados por Ángel Cedillo. Ya en 2015 el club sufre una reestructuración completa en la presidencia de Fernando Cedillo, se establecen estatutos y mejoras en la organización interna del equipo con el apoyo de la empresa familiar Avícola Cedillo, empezó participando en el fútbol sala masculino y femenino, fue bicampeón del Mundialito de los Pobres (2018-2019), un tradicional torneo que se juega en Cuenca, el equipo femenino de fútbol sala participó de la Copa Libertadores Femenina de Futsal 2019 disputada en Brasil.
Pero es en agosto de 2019 cuando se conforma como un club deportivo profesional, una vez registrado en la Secretaría del Deporte inicia su camino en el fútbol profesional ecuatoriano, regentado por la Federación Ecuatoriana de Fútbol, participaría por primera vez en el torneo de Segunda Categoría de Azuay en 2020, para lo cual contrató a Luis Leguizamón como principal del cuerpo técnico y entre los jugadores más destacados estuvo Christian Cordero y Jaime Iván Kaviedes, histórico jugador ecuatoriano, que con su experiencia aportó al equipo en el campeonato provincial. En este primer torneo avanzó de la primera fase como segundo lugar del Grupo B y en las semifinales caería en la tanda de penales ante Baldor Bermeo Cabrera del cantón Camilo Ponce Enríquez.
En 2021 retomó su participación desde el torneo provincial y tras una notable campaña en la primera fase, donde terminó en el primer lugar del Grupo A con un récord de 7 victorias, un empate y una derrota, volvió a caer en semifinales esta vez ante Cuenca Fútbol Club, en el partido por el tercer puesto se impuso ante el Club Deportivo Gloria, esto le valió para acceder a los play-offs del Ascenso Nacional por primera vez, perdió en la primera ronda frente a Atacames Sporting Club de Esmeraldas.
Para la temporada 2022 el club consigue su mejor resultado, en el torneo provincial volvió a marcar tendencia y en la primera fase dominó el Grupo C con 7 triunfos y un empate, avanzó a la segunda ronda como el mejor ubicado y derrotó a los tres rivales de turno en las rondas de cuartos de final, semifinales y final para coronarse campeón del torneo provincial de Azuay por primera vez en su historia, clasificar a los play-offs de Segunda Categoría y a la Copa Ecuador 2023. En la instancia nacional también registró su mejor participación avanzando hasta las semifinales por el ascenso a la Serie B, primero derrotó a Atlético Kin de Latacunga, luego a Audaz Octubrino de Machala, en octavos de final jugó con Liga de Portoviejo en una polémica llave donde en un principio el equipo avícola quedó en eliminado en la tanda de penales tras empatar en el marcador global, se presentó un reclamo en contra del equipo manabita por no tener el número de jugadores juveniles en cancha, la FEF acogió el reclamo, dio como vencedor del partido de vuelta y posterior clasificación de Aviced; en cuartos de final jugó contra Aampetra de Pichincha al cual venció por 3-1 en el global y clasificó a las semifinales, a un paso del ascenso a la segunda división.

## Uniforme
Los colores y diseño del uniforme del club son principalmente el rojo como predominante y el negro como secundario.
- Uniforme titular: rojo y negro.

- Uniforme alternativo: blanco.

## Estadio
El estadio Alejandro Serrano Aguilar, propiedad de la Federación Deportiva de Azuay, es el estadio donde juega de local Aviced. Su capacidad es para 16 500 personas reglamentariamente y se encuentra ubicado en la ciudad de Cuenca, en la Av. del Estadio y José Peralta.
Este estadio fue inaugurado el 3 de noviembre de 1945 con el nombre de estadio Municipal El Ejido, cambiándose en 1971 por el de estadio Alejandro Serrano Aguilar en honor a Alejandro Serrano Aguilar, alcalde de Cuenca y presidente del club en ese entonces. Desde 2015 hasta la actualidad se lo conoce por el nombre comercial estadio Alejandro Serrano Aguilar Banco del Austro. Aquí también hace de local el Club Deportivo Cuenca, equipo que juega en la Serie A de Ecuador.

## Jugadores

### Plantilla 2024
- Actualizado el 27 de febrero de 2024.

## Datos del club
- Temporadas en Segunda Categoría: 5 (2020-presente)

## Palmarés

### Torneos provinciales
| Competición                       | Títulos | Subcampeonatos |
| --------------------------------- | ------- | -------------- |
| Segunda Categoría del Azuay (1/1) | 2022    | 2024           |